# 固伦恪靖公主
固伦恪靖公主为康熙帝第六女，是清朝第一位遠嫁喀爾喀蒙古的公主。

## 早期生平
康熙十八年五月二十七日寅时出生，庶妃郭絡羅氏所出，由姨媽翊坤宮宜妃郭絡羅氏代為撫養。康熙三十五年（1696年）三月十七日，内务府郎中佛保奉旨收拨奉宸院和庆丰司所属的兩處房屋，收购司库费扬古名下房屋一处，并且另于紫禁城外的皇城内收購院落较为宽敞的房屋三处，紧锣密鼓地预备公主的婚事。一
康熙三十六年（1697年）五月，康熙帝第三次御驾亲征回程時，接到在京的皇太子胤礽的奏折，便朱批稱因噶尔丹未灭而拖延四公主下嫁喀尔喀土谢图汗之孙王敦多布多尔济一事，今土谢图汗等人来见他商量婚事，便向皇太后口头奏请四公主的婚事，並且得到了皇太后的首肯。同年受封为和硕恪靖公主 (和硕敬安公主) 。康熙帝于五月底返回京城，但在七月至九月又前往塞外巡幸，因此到十一月才正式讓恪靖公主下嫁给喀尔喀土謝圖汗察琿多爾濟之長孫多羅郡王敦多布多尔济。
公主得到归化城土默特效纳地亩数千顷。官方数据为四萬八千三百七十五亩，乾隆初年理藩院清查数据時，已达几百万亩。不過，恪靖公主婚后沒有立即到漠北喀尔喀蒙古地方居住。
康熙三十七年（1698）八月二十一日子时，恪靖公主生下一個女兒。宮廷送往的礼物有第三日洗浴時，放置在盆内的各重三钱金元宝二颗和银元宝四颗等物。如果恪靖公主远在漠北喀尔喀地方生女，内务府无论如何也无法于当天获知公主生产的消息。因此，只有公主在北京的情况下，内务府才有可能当天得知公主生女之喜讯，即刻奏请备办礼物送往。同時也证明恪靖公主在其孕期和生产期都居住在京城。
康熙三十九年（1700年），七贝勒允祐护送恪靖公主第一次随額駙远赴漠北喀尔喀地方时，理藩院奏请将恪靖公主的嫁妆全部运往，惟康熙帝考虑到她的嫁妆过多、过于沉重，而且草原生活条件有限、路途转运多有不便而不同意将全部物品一次运往喀尔喀地方。因此，理藩院与内务府拟照公主等初迁之例遣往，仅带往恪靖公主当时所用物品，其余财帛器皿等物未曾带往。除宫中所派官车外，還由张家口商人出车八辆运送杂物。
康熙四十年二月，內務府开始筹办恪靖公主归途所需米面等物，並且拟派内务府官员和内管领各二名带往迎接恪靖公主；五月初八日公主抵達张家口，不久行抵京城。因為漠北地區局勢不安全，所以恪靖公主自此一直住在京城。康熙四十四年（1705年），恪靖公主所生之女夭折。
康熙四十六年，即恪靖公主府落成并恪靖公主入住其府邸的第三年，康熙帝由围场西行去探望公主与额驸。恪靖公主偕同额驸敦多布多尔济出迎于德尔济库木都和洛向聖祖请安，迎接聖祖到归化城的公主府驻跸，並且畅叙久别之情。

## 後期生平
康熙四十八年（1709年），多尔济厄尔德尼阿海竟然要經恪靖公主允准後才制定《喀尔喀三旗大法规》，從而管理哲布尊丹巴呼圖克圖的徒众。據土谢图汗部三旗制定的《喀尔喀三旗大法规》绪言所称，有條法规是“蒙钟根允准”制定的，即指土谢图汗妃聖祖第六女和硕恪靖公主。钟根（jünggin）即汉语“中宫”的音译。不過，理藩院曾奏和硕恪靖公主欠下內務府皇商山西介休范家之范毓馪银一万八百两，恪靖公主自己还了六千多兩，宮廷並沒有用公费幫她赔償債務。
康熙五十五年九月，允祉第二女郡主被康熙帝指婚给了恪靖固伦公主之親生子根扎布多尔济为正妻。雍正元年（1723年）二月二十五日，受封為固伦恪靖公主。雍正三年（1725年）十一月，恪靖公主单独来京请安，额驸敦多布多尔济则于十月、十二月两次来京。雍正五年九月十二日，喀尔喀固倫敬安公主差遣护卫阿母忽朗和太监济尔哈朗来请安，兼请求要到京城叩祝万寿。奉谕旨：「知道了公主出口未久，不必来京。」
雍正十年（1732年）闰五月二十二日，恪靖公主之庶子二世哲布尊丹巴呼图克图，在其徒众八百余人的扈从和其母侧福晋垂穆朝的照料下，開始移居漠南蒙古多伦诺尔的善因寺。敦多布多尔济奉命長住多倫諾爾照料他。恪靖公主去世前的几年与额驸敦多布多尔济基本处在分居状态。
雍正十三年三月初九日，固倫恪靖公主在歸化城去世，享年五十七歲。雍正帝得知公主去世後，立即赏银三千两，並且遣官致祭。额驸敦多布多尔济当时身處多伦诺尔，陪护他的侧福晋垂穆朝所生之子二世哲布尊丹巴呼图克图。得到恪靖公主去世的噩耗後，于三月二十六日自多伦诺尔起程，因染患足疾而在四月二十八日才抵達归化城。额驸敦多布多尔济抵达归化城后，祗领雍正帝为办理公主之丧事所赏银两，一面请示恪靖公主灵柩之安放地点，一面处理恪靖公主在归化城地方的人口、房屋和田产等。
乾隆元年（1736年）五月二十一日，額駙起程护送公主灵柩北行。办理归化城事务兵部尚书通智等仅留一人于城中办事，其余官员全部出城相送，直至越过鞥滚岭送出数程后始才折返，交由喀尔喀人众继续护送，送至库伦地方汗山安葬。

## 固倫恪靖公主府
喀尔喀蒙古郡王郡治在库伦（今蒙古国乌兰巴托）。因为和噶尔丹的战争，漠北地區局勢不安全。因此，康熙帝命恪靖公主住在位於京城和喀尔喀蒙古南北交通枢纽之間的歸化（後改名綏遠，原址位於今中国内蒙古呼和浩特）。目前，位於归化的和硕恪靖公主府是中国保存最完好的清代公主府，也是全国重点文物保护单位。
康熙四十三年初，康熙帝命内务府大臣與右卫将军费扬古、归化城都统扎拉克图等人就砍伐木植、备办物料和募集工匠等事宜会议，並且委派一名内务府官员與巴彦一同察看鞥滚岭以南建房处所。康熙四十四年春旬，派上驷院主事兼内管领寿成前去监工，至九月已基本完工，惟有些许修整之处尚未完工。钦天监择得是年十一月初三日辰刻，恪靖公主宜起程，康熙帝遂同意按钦天监所选日期起程。至于沉重物件及公主自行置办的箱柜等大件，则于第二年春运往公主府。

## 註譯
1. ↑  康熙三十七年正月二十五日的内务府满文奏折写作“ginggun elhe gungju”。满文“ginggun”的意思为“恭敬、谨慎”，“elhe”的意思为“安静、平安”。
2. ↑  內務府檔案有載禮品清單：第三日洗浴，盆内置各重三钱之金元宝二颗、银元宝四颗，送往结发奶母夫妇一对。第七日开始摇摇篮，送往装饰摇篮一个，各样绸缎小衣服、被褥八桌，各种细米、鸡蛋共六百套，牛二头，羊二十只，鹅二十只，鸡四十只。满月礼有各带两颗小珍珠之耳坠三对、小金镯一对、装饰手帕一条、缎袍褂二袭、靴一对、袜一对、各样绸缎二十匹、里子布二十匹、银二百两。